# Woiwodschaft Nowogródek (1921–1939)
Die Woiwodschaft Nowogródek (polnisch Województwo nowogródzkie) war in den Jahren 1921 bis 1939 eine Woiwodschaft der Zweiten Polnischen Republik und Teil des damaligen Ostpolen.

## Geschichte
Das Gebiet der späteren Woiwodschaft kam infolge des Polnisch-Sowjetischen Krieges im Friedensvertrag von Riga (1921) unter polnische Herrschaft.
Der Sitz der Verwaltung, die Hauptstadt und Namensgeber der Woiwodschaft war Nowogródek, das heutige Nawahrudak in Belarus. Größte Stadt war hingegen Baranowicze, das heutige Baranawitschy. Nach der sowjetischen Besetzung Ostpolens wurde das Gebiet im Rahmen des Hitler-Stalin-Pakts der Weißrussischen Sozialistischen Sowjetrepublik zugeschlagen.

## Bevölkerung

### Volkszählung 1921
Die Volkszählung vom 30. September 1921 ermittelte folgende „Nationalitäten“ (Volkszugehörigkeiten):
Nationalitäten nach dem Zensus 1921
| Nationalität | Zahl    | Prozent  |
| ------------ | ------- | -------- |
| Polen        | 443.701 | 53,97 %  |
| Belorussen   | 310.152 | 37,73 %  |
| Juden        | 56.174  | 6,83 %   |
| Litauer      | 9.801   | 1,19 %   |
| Russen       | 1.293   | 0,16 %   |
| Übrige       | 985     | 0,12 %   |
| Gesamt       | 822.106 | 100,00 % |